# HiPac
L'HiPac (stilizzato come HIPAC) è una cartuccia a bobina aperta introdotto nell'agosto del 1971 dalla Pioneer sul mercato giapponese e dismesso nel 1973 per la scarsa richiesta. Nel 1972 ottenne solamente una quota di mercato del 3% nell'equipaggiamento delle nuove automobili. A metà degli anni settanta, il formato fu riproposto come un giocattolo educativo per bambini chiamato Ponkey (ポンキー).

## Descrizione

### Cartuccia
L'HiPac era un successore della cartuccia PlayTape della Toshiba ed aveva le dimensioni simili di 70 × 85 × 12 mm, molto più vicine a quelle di una musicassetta rispetto alle altre cartucce contenenti il nastro a loop senza fine di Bernard Cousino. In base alla lunghezza del nastro, il peso era di circa 50 g e impiegava l'ampio nastro magnetico a quattro tracce delle musicassette con 3,81 mm. Le quattro tracce audio erano separate in due programmi stereo, di cui il secondo era registrato nella stessa direzione del primo, al contrario di quanto avviene nelle musicassette.
Esistevano due velocità specifiche del nastro con 4,8 cm/s per la durata di 60 minuti e circa 9,5 cm/s per 30 minuti. La velocità del nastro veniva individuata automaticamente da un foro nella cartuccia. La più piccola delle velocità era di 1⅞ di pollice al secondo, ovvero 4,7625 cm/s e quindi quasi identica a quella delle musicassette con circa 4,75 cm/s.

### Lettore
Il "GP-100", un lettore senza ricevitore per la radio, costava all'epoca 55$, corrispondenti a 333$ del 2017. Probabilmente a causa della scarsa richiesta, alcuni lettori furono installati e venduti in valigette portatili come i modelli GP-106 e GP-505, dotati con altoparlanti stereo, alimentazione e vano batterie oltre a prese per la corrente di casa e delle automobili.

## HiPac Council
Oltre alla Pioneer, le seguenti compagnie parteciparono all'HiPac Council:
- Apollon Music Industry (Apron Ongaku Kōgyō, dal 2010 Bandai Music Entertainment)
- Clarion
- Kodansha
- Sharp Corporation
- Tokyo Shibaura Electric (Toshiba)
- Toshiba Music Industry (EMI Music Japan)
- Nippon Columbia
- Hitachi, Ltd.
- Mitsui Bussan Home Appliance Sales